# Lewis Pelly

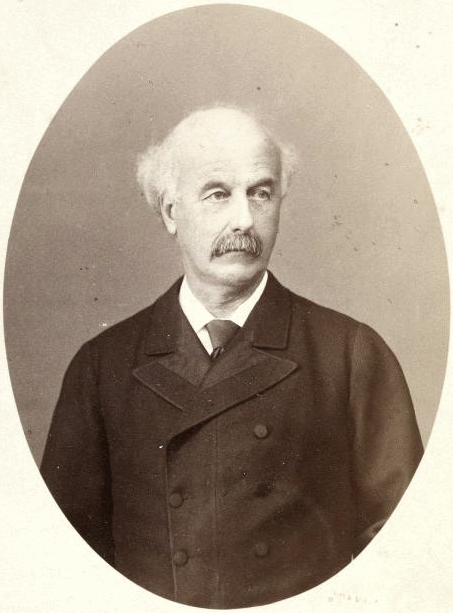
Sir Lewis Pelly, 1882

Sir Lewis Pelly KCB KCSI (* 14. November 1825 in Minchinhampton; † 22. April 1892 in Falmouth) war ein britischer Schriftsteller, Diplomat, Offizier der Britischen Ostindien-Kompanie und Mitglied der Kolonialverwaltung in Britisch-Indien.

## Leben
Lewis Pelly wurde als Sohn von John Hinde Pelly in Hyde House in Minchinhampton bei Stroud in Gloucestershire geboren. Er besuchte die Rugby School in Warwickshire und begann wie zahlreiche Mitglieder seiner Familie eine Offizierskarriere bei der East India Company.
Lewis Pelly wurde 1840 bei der Britischen Ostindien-Kompanie angestellt und im Khanat von Sindh stationiert. 1841 trat er als Ensign in die Bombay Army ein. 1842 wurde er in die Stabsabteilung berufen und 1843 zum Lieutenant befördert. 1852 war er Hilfs-Barrister am Hof des Khan von Baroda. Anschließend war er bis 1856 in der Kolonialverwaltung von Sindh beschäftigt, das 1847 der Präsidentschaft Bombay unterstellt worden war. 1855 wurde er zum Captain befördert.
1857 kommandierte er als Aide-de-camp des Offiziers John Jacob einen Kavallerietrupp im Britisch-Persischen Krieg. Während der Besetzung von Bushire und Charg war Pelly Sekretär von James Outram. Er war auch an der asymmetrischen Kriegsführung der Kavallerie aus Sindh gegen die Perser beteiligt.
1859 wurde er zum Richter in Karatschi berufen und wurde Gesandtschaftssekretär in Teheran, wo er von 7. April 1860 bis 29. April 1872 Geschäftsträger war. Im Mai 1861 beteiligte sich Pelly am Überfall auf Bahrain, worauf sich Scheich Mohammad und später dessen Bruder Scheich Ali unter britischen Schutz stellten. 1861 wurde er zum Major befördert sowie zum Politischen Agenten und Konsul in Sansibar ernannt. 1863 wurde er zum Lieutenant-Colonel befördert und 1868 als Companion in den Order of the Star of India aufgenommen.
Lewis Pelly wurde von George Russell Clerk, dem Gouverneur von Bombay, protegiert. Auch die Persian Gulf Residency war ihm von 1862 bis 1873 unterstellt. Von 1862 bis 1872 war Lewis Pelly in Buschehr.
1871 wurde er zum Colonel befördert. Am 30. Mai 1874 wurde er als Knight Commander in den Order of the Star of India geadelt. Am 6. August 1877 wurde er auch als Knight Commander in den Order of the Bath aufgenommen.
Nach seiner Rückkehr nach England heiratete er 1878 Amy Lowder. Die Ehe blieb kinderlos.
1882 wurde er zum Major-General und 1887 zum Lieutenant-General befördert.
Von 1885 bis 1892 war er Abgeordneter der Conservative Party im House of Commons für den Wahlkreis Hackney North.